# Doru-Viorel Ursu

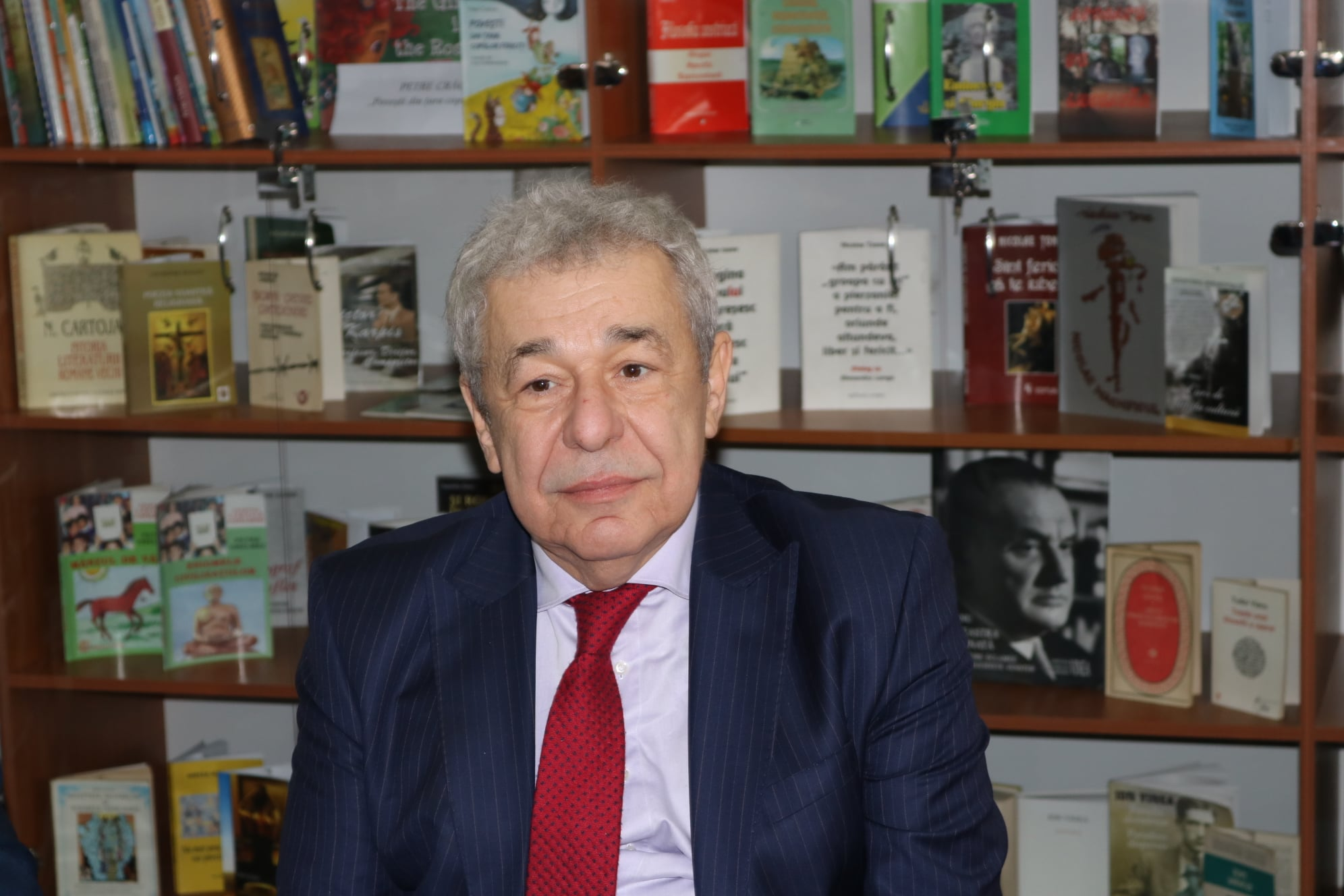
Doru Viorel Ursu

Doru-Viorel Ursu (n. 1 martie 1953, Turnu Severin, Mehedinți, România – d. 14 aprilie 2024) a fost un politician român și avocat.
A fost membru al Frontului Salvării Naționale (FSN), ministru de interne al României în perioada 16 iunie 1990 - 16 octombrie 1991, în Guvernul Petre Roman și deputat în legislatura 1992-1996, ales în județul Argeș.  

## Biografie
Doru-Viorel Ursu s-a născut la Drobeta-Turnu Severin, pe 1 martie 1953. În anul 1976 a terminat Facultatea de Drept din București, cu nota 9,95. A devenit procuror la Procuratura Sectorului 2. În anul 1980 devine judecător la Tribunalul Militar București, iar în 1989 devine președintele Tribunalului Militar. În mai 1990 primește dosarul lui Nicu Ceaușescu. Pe 14 iunie 1990 devine ministru de Interne în Guvernul Petre Roman, până pe 16 octombrie 1991, apoi este secretar de stat la Ministerul de Externe. Pe 21 iunie 1990, unul dintre medicii, care se ocupau cu îngrijirea greviștilor foamei din Piata Universității, cere o audiență la ministrul Doru-Viorel Ursu. Nu o obține, dar înaintează un memoriu, prin care cere găsirea fișelor medicale ale greviștilor foamei, pierdute după intervenția violentă a poliției în Piața Universității. "A doua zi, pe stradă, medicul este amenințat că va fi lichidat, dacă nu-și vede de treabă". În 1992 devine deputat de Argeș, al Partidului Democrat. Își începe cariera în avocatură. Până în 1996 este membru al Comisiei de Control a SRI. În 1997 își dă doctoratul în Drept Penal și ajunge până la gradul de conferențiar universitar. Renunță la politică și la profesorat pentru avocatură. În prezent este avocat titular al Cabinetului de avocatură „Doru Viorel Ursu”, cu sediul în București.
Pe 28 ianuarie 2022, la Biblioteca Județeană „I. A. Bassarabescu” din Giurgiu a avut loc o dublă lansare de carte a lui Doru Viorel Ursu („Umbre” și „Țara ultimului soldat”).
Este membru de onoare al unor fundații cu caracter umanitar și al Fundației „Nicolae Titulescu”. De numele lui se leagă înființarea Academiei de Poliție „Alexandru Ioan Cuza”, înființarea Liceelor de Poliție „Neagoe Basarab” și „Constantin Brâncoveanu” și reînființarea Jandarmeriei Române.
Este căsătorit din 1979 și are 4 copii.

## Opere
- Colivia cu ciori vopsite. Editura Holding Reporter, 1995
- Ministru de interne. Editura CD Press, 2008
- Ministru de interne, partea a II-a. Editura CD Press, 2009
- Ministru de interne, partea a III-a. Editura CD Press, 2010
- Șah mat la România. Editura CD Press, 2009[11]
- Poker cu măști. Editura Creative, 2015
- Enigma mieilor. Editura Universității din Pitești, 2013
- Acvariul groazei. Editura Bibliostar, 2011
- Sânge și carne de om. Editura CD Press, 2010[12]
- Umbre. Editura Agora, 2021[9]
- Țara ultimului soldat. Editura Agora, 2021[9]